# سرامید سینتاز ۶
سرامید سینتاز ۶ (انگلیسی: CERS6) یک پروتئین است که در انسان توسط ژن «CERS6» کُدگذاری می‌شود.

## اهمیت بالینی
سطح این آنزیم همچون سرامید سینتاز ۲ در بافت‌های دچار سرطان پستان در مقایسه با بافت‌های سالم، بسیار بالاست.

## برای مطالعهٔ بیشتر
- Senkal CE, Ponnusamy S, Bielawski J, Hannun YA, Ogretmen B (2010). "Antiapoptotic roles of ceramide-synthase-6-generated C16-ceramide via selective regulation of the ATF6/CHOP arm of ER-stress-response pathways". FASEB J. 24 (1): 296–308. doi:10.1096/fj.09-135087. PMC 2797032. PMID 19723703.